# 张兆美
张兆美（1922年6月—1996年12月1日），山东邹平人，中华人民共和国政治人物。

## 生平
早年考入邹平县立中学，后因卢沟桥事变爆发后，弃学参加当地的抗日游击队。1937年10月，任山东抗日游击队第三支队通讯员、宣传员。1938年10月，加入中国共产党。1939年，日军对当地进行扫荡，他随部队转移，之后担任山东军政干校青训班分队长，中共中央山东分局青委会文书。1939年7月至1943年9月，任山东沂水县四区区委会青救会主任，沂水县四区王庄乡党委副书记，沂水县四区区委会训练班主任，中共沂水县委秘书，沂水县委政治工作团组长，沂水县青联副主任。1943年10月至1945年8月，在中共鲁中区委党校学习，任沂水县青联主任。1945年秋，任中共中央北满分局土改工作队小队长。1946年1月，东北人民自卫军四纵队二支队攻占五常。同年2月2日，中共松江省工委派张健飞、张兆美、弘之等人到五常建立党组织。1946年5月，张健飞离职，张兆美代理县工委书记。1946年8月，任中共黑龙江省五常县委组织部部长、县委代书记。1948年1月至11月，任中共五常县委副书记。1948年11月，任中共松江省委组织部组织科科长。1949年6月，任中共五常县委书记。
中华人民共和国成立后，1950年1月，他出任松江省工会副主席、党组副书记。1952年9月至1953年4月，担任松江省总工会第二届执行委员会主席。1953年4月连任主席（至1954年7月松江省与黑龙江省合并）。1952年2月，他担任首任中国石油工会主席。1955年7月，任全国总工会石油工会主席、分党组书记。1960年3月25日，松辽石油会战地区临时工委委派张兆美为松辽石油会战工会主席（徐洛德为工会负责人）。1961年至1965年2月，任全国总工会水电、石油工会主席。1965年2月至1966年9月，任中华人民共和国石油工业部政治部副主任兼全国总工会石油工会主席。文化大革命期间受到冲击，1970年至1972年任“五七”石油会战政工组副组长。1972年至1978年4月，出任江汉油田党委书记、局长。之后担任中共湖北省委常委，南阳油田会战指挥部党委书记、指挥。1978年4月，担任石油工业部副部长兼政治部主任、党组成员。1978年10月至1980年2月，担任胜利油田党委书记、指挥。1978年12月，中共十一届三中全会上，当选为中国共产党中央纪律检查委员会委员。1979年春，回京任石油工业部副部长。1996年12月1日，在北京逝世。